# Okertal bei Vienenburg
Okertal bei Vienenburg este o arie protejată (arie de protecție specială avifaunistică — SPA) din Germania întinsă pe o suprafață de 470 ha, integral pe uscat.

## Localizare
Centrul sitului Okertal bei Vienenburg este situat la coordonatele 51°58′19″N 10°34′57″E / 51.9719°N 10.5825°E.

## Înființare
Situl Okertal bei Vienenburg a fost declarat arie de protecție specială avifaunistică în iunie 2001 pentru a proteja 11 specii de animale.

## Biodiversitate
Situată în ecoregiunea atlantică, aria protejată nu include niciun habitat protejat.
La baza desemnării sitului se află mai multe specii protejate de  păsări (11): pescăruș albastru (Alcedo atthis), buha (Bubo bubo), erete de stuf (Circus aeruginosus), sfrâncioc roșiatic (Lanius collurio), privighetoare (Luscinia megarhynchos), Mergus serrator, gaia neagră (Milvus migrans), gaia roșie (Milvus milvus), grangur (Oriolus oriolus), Podiceps cristatus cristatus, Tachybaptus ruficollis ruficollis.